# Gustav Svensson
Karl Gustav Johan Svensson (født 7. februar 1987 i Göteborg, Sverige), er en svensk fodboldspiller (defensiv midtbane). Han spiller for Seattle Sounders i den amerikanske liga Major League Soccer.
Tidligere har Svensson spillet en årrække hos IFK Göteborg i sin fødeby, som han vandt både det svenske mesterskab og Svenska Cupen med. Han har også haft ophold i tyrkisk, ukrainsk og kinesisk fodbold.

## Landshold
Svensson har (pr. maj 2018) spillet 11 kampe for Sveriges landshold. Han debuterede for holdet 24. januar 2009 i en venskabskamp mod USA. Han var en del af den svenske trup til VM 2018 i Rusland. Han spillede desuden 24 kampe for det svenske U/21-landshold.